# Чиреша (Караш-Северин)
Чиреша (рум. Cireșa) насеље је у Румунији у жупанији Караш-Северин у граду Оцелу Рошу. Oпштина се налази на надморској висини од 291 m. Име му је преведено на српски језик - "Трешња".

## Прошлост
Аустријски царски ревизор Ерлер је 1774. године констатовао да место припада Бистричком округу, Карансебешког дистрикта. Становништво је било претежно влашко.

## Становништво
Према подацима из 2002. године у насељу је живело 775 становника.

### Попис2002.
| Расподела становништва по националности 2002.‍ | Расподела становништва по националности 2002.‍ | Расподела становништва по националности 2002.‍ | Расподела становништва по националности 2002.‍ | Расподела становништва по националности 2002.‍ |
| --------------------------------------------- | --------------------------------------------- | --------------------------------------------- | --------------------------------------------- | --------------------------------------------- |
|                                               |                                               |                                               |                                               |                                               |
| Румуни                                        | Румуни                                        |                                               | 720                                           | 92,9%                                         |
| Мађари                                        | Мађари                                        |                                               | 6                                             | 0,8%                                          |
| Роми                                          | Роми                                          |                                               | 43                                            | 5,5%                                          |
| Немци                                         | Немци                                         |                                               | 6                                             | 0,8%                                          |